# 尼雷尔日
尼雷尔日是坦桑尼亚的法定节假日，用于纪念该国国父、第一任总统朱利叶斯·卡姆巴拉格·尼雷尔（Julius Kambarage Nyerere）逝世的日子（10月14日）。尼雷尔以其对非洲统一、斯瓦希里语推广、社会平等与和平的贡献，被广泛尊重并在坦桑尼亚全国范围内被缅怀。 它纪念了朱利叶斯·尼雷尔的生平和遗产，他是坦桑尼亚的国父及首任总统，于1999年的这一天逝世。

## 坦桑尼亚
尼雷尔于1999年10月14日在伦敦去世，享年77岁。为纪念其历史贡献，坦桑尼亚政府将每年10月14日设立为"尼雷尔日"。当天全国举行各类纪念活动，包括：
- 在其家乡布提亚马的陵墓献花
- 举行官方纪念仪式
- 学校组织关于尼雷尔生平与思想的学习活动
- 宗教活动与祈祷仪式

尼雷尔被尊称为"姆瓦利姆"（Mwalimu，意为“教师”），象征其一生对教育与民族团结的投入。

## 非洲其他国家
由于尼雷尔在非洲解放运动中的地位，多个非洲国家（如乌干达、卢旺达与赞比亚）的官方或民间组织也会举行纪念活动。

## 历史意义
尼雷尔倡导的乌贾玛政策曾深刻影响坦桑尼亚的社会结构。他主张非洲自主发展，反对殖民主义和部族主义，并在任内推动国家统一与教育普及。尼雷尔日不仅纪念其个人贡献，也象征坦桑尼亚对独立、自主和团结价值的追求。

## 国际认可与遗产
尼雷尔日（Nyerere Day）是坦桑尼亚的国家公共假日，每年于10月14日举行，以纪念朱利叶斯·尼雷尔逝世的周年纪念日。 尽管该节日在坦桑尼亚具有官方地位，但由于尼雷尔在泛非主义、非洲社会主义和非殖民化方面的核心作用，他的遗产在整个非洲大陆乃至世界多个国家都被纪念与研究。

### 在非洲国家的认可
由于尼雷尔在政治影响、道德领导力和对国家解放运动的支持，他在以下非洲国家受到高度尊重并被象征性地纪念：
- 乌干达 —— 因其在地区冲突中的调解作用[6]
- 肯尼亚 —— 各派政治人物均钦佩其泛非理想
- 赞比亚 —— 解放斗争中的历史盟友
- 莫桑比克 —— 支持FRELIMO的反殖民战争
- 津巴布韦 —— 因其支持非洲自决而受到认可
- 南非 —— 因在种族隔离时期支持ANC而被尊敬[7]
- 纳米比亚 —— 支持SWAPO解放运动
- 加纳 —— 与恩克鲁玛在泛非团结理念上一致
- 尼日利亚 —— 在非洲政治思想中被广泛研究
- 埃塞俄比亚 —— 非洲统一组织的重要人物[8]
- 塞内加尔 —— 在社会主义和知识分子圈中受尊敬
- 阿尔及利亚 —— 革命团结的战略伙伴
- 博茨瓦纳 —— 以其和平外交和地区影响力被认可
- 卢旺达 —— 赞扬其国家团结与和解的愿景
- 布隆迪 —— 研究其在大湖地区的早期和平努力
- 安哥拉 —— 对其解放运动的支持表示敬意
- 利比里亚 —— 在知识和历史领域被纪念
- 马里 —— 纳入非洲独立后领导人的研究课程
- 刚果民主共和国 —— 因调解及其泛非立场被纪念

### 在非洲以外的认可
尼雷尔的国际影响力也延伸至非洲之外，他作为后殖民治理与道德领导的典范，被广泛研究与纪念：
- 古巴 —— 在反帝斗争与安哥拉战争中为盟友
- 印度 —— 与圣雄甘地的道德与政治简朴被相提并论[9]
- 意大利 —— 在后殖民发展研究中为重点对象
- 英国 —— 在多所大学非洲研究课程中讲授
- 美国 —— 在非裔与泛非学术圈中具有影响力
- 梵蒂冈 —— 被视为具有深厚精神力量的世俗领袖
- 中国 —— 因其在不结盟运动与南南合作中的角色而受到尊敬
- 瑞典 —— 坦桑尼亚的长期发展合作伙伴，支持其教育改革
- 挪威 —— 在其总统任内与坦桑尼亚开展合作
- 德国 —— 对其非洲社会主义与农村发展模式的学术兴趣
- 加拿大 —— 纳入后殖民与国际发展研究课程
- 日本 —— 通过双边合作与教育交流而受到承认

尽管尼雷尔日是坦桑尼亚独有的官方假日，但他的精神和思想通过会议、纪念活动、大学讲座以及象征性致敬在世界多地得以延续。

## 链接
- 朱利叶斯·尼雷尔
- 坦桑尼亚历史
- 乌贾玛